# 송광사진영당
순천 송광사 진영당(順天 松廣寺 眞影堂)은 대한민국 전라남도 순천시 송광면 신평리, 송광사에 있는 건축물이다. 1982년 10월 15일 전라남도의 유형문화재 제97호로 지정되었다.

## 개요
조계산 송광사는 삼보사찰의 하나인 승보사찰(僧寶寺刹)로 매우 유서 깊은 삼국시대의 절이다. 국사전 바로 왼쪽에 위치한 진영각은 풍암스님의 문하 큰 스님들의 영정을 모신 건물이다. 풍암은 숙종 14년(1688)에 송광면에서 출생하여 영조 43년(1767)에 입적한 송광사의 스님이다.
조선 후기 송광사의 큰 스님들은 거의 풍암의 제자이므로, 편액도 ‘풍암영각(楓巖影閣)’이라 하였다. 절의 기록에 의하면 조선 철종 3년(1852)에 지었다고 하며, 원래 지금의 도성당이 있는 자리에 있던 것을 옮겨 지은 것이라고 한다. 앞면 3칸·옆면 2칸의 규모이며 지붕의 옆면이 사람 인(人)자 모양인 간결한 맞배지붕집이다.
송광사 진영당은 단청을 하지 않은 아담한 규모의 건물이며, 19세기 중엽의 진영을 모신 영각 건물로 중요하다.

## 참고 문헌
- 송광사진영당 - 국가유산청 국가유산포털